# 최면식 선생 공적비
최면식 선생 공적비는 대한민국 경기도 포천시 신북면 가채리에 있다. 1986년 4월 9일 포천시의 향토유적 제20호로 지정되었다.

## 개요
독립지사 최면식을 기리기 위해 세운 비석이다.

## 같이 보기
- 최면식

## 참고 자료
- 최면식 - 한국민속문화대백과사전